# Menes
Menes var en egyptisk farao i det første dynasti; af nogle anses han for dette dynastis stifter og dermed områdets første kendte konge. Han levede omkring 3100 f.Kr.–3000 f.Kr., mest præcist nok omkring 3050 f.Kr. Han regnes for at være den farao der samlede Øvre og Nedre Egypten i ét rige.
Menes er en problematisk skikkelse i den ægyptiske kongerække. Vi har intet arkæologisk belæg for at han har eksisteret. Nogle af faraoerne af første dynasti nævner Narmer som dynastiets grundlægger i deres gravindskrifter. Der er dem der mener at Menes er et andet navn for Hor-Aha.